# Smraďavka
Smraďavka (zvaná také Leopoldov nebo Smraďavka-Leopoldov) jsou lázně a malá osada – součást obce Buchlovice (Zlínský kraj). Leží asi 10 km západně od Uherského Hradiště na východním úpatí Chřibů na Dlouhé řece.
Pramení zde sirovodíkový pramen, který byl využíván už od 16. století a který dal místu své typické jméno. V roce 1580 se o něm zmiňuje Tomáš Jordán z Clausenburku. Nad pramenem postavena malá kaple. Mezi roky 1670–1680 zde byl Hanušem Zikmundem z Petřvaldu postaven lovecký zámeček, zrekonstruovaný nynějším majitelem.
Na počátku 19. století zde žil majitel místního panství Leopold I. Berchtold, podle nějž dostalo místo své druhé jméno (Leopoldov).